# ام‌سی راید
استفان کوربین برنت (به انگلیسی: Stefan Corbin Burnett) رپر، ترانه‌سرا و هنرمند تجسمی آمریکایی است که بیشتر با نام هنری خود ام‌سی راید (به انگلیسی: MC Ride) یا راید شناخته می‌شود. او رهبر گروه هیپ هاپ تجربی دث گریپس است.
برنت کار خود را در اواخر دهه ۱۹۹۰ قبل از تأسیس گروه دث گریپس با زک هیل و اندی مورین (در سال ۲۰۱۰)، آغاز کرد. راید به خاطر سبک رپ تهاجمی و اشعار مرموز خود مورد توجه قرار گرفت.

## اوایل زندگی
استفان کوربین برنت اهل ساکرامنتو، کالیفرنیا است. او در ابتدا به تحصیل در رشته هنرهای تجسمی در دانشگاه همپتون در همپتون، ویرجینیا می‌پرداخت. اما بعداً آن را رها کرد.

## حرفه
برنت با نام مستعار "Mxlplx" شروع به فعالیت کرد و به همراه برادرش (که از نام مستعار سوانک استفاده می‌کند) و یک رپر ساکن ساکرامنتو به نام یانگ جی، گروه هیپ هاپی به نام فایر(به انگلیسی: fyre) تشکیل دادند. این پروژه پس از ازدواج سوانک و عدم ادامه همکاری او در گروه، پایان یافت.
در سال ۲۰۱۰، برنت نام «راید» را برگزید و با همسایه خود، زک هیل، دث گریپس را تشکیل داد که به خاطر کار درامز با گروه هلا و کارهای نشسته اش شناخته شده بود. در ادامه هیل دوست خود اندی مورین را وارد گروه کرد. در مارس ۲۰۱۱، دث گریپس اولین ئی‌پی خود را که همنام گروه بود، منتشر کرد. یک ماه بعد، آنها میکس‌تیپ سرباز سابق را منتشر کردند که مورد تحسین و توجه منتقدان انتشارات موسیقی قرار گرفت. این گروه در سال ۲۰۱۲ با اپیک رکوردز قرارداد امضا کردند و بلافاصله پس از آن اولین آلبوم خود را با نام فروشگاهٔ پول منتشر کردند.
در سال ۲۰۱۲، گروه آلبوم دوم خود را با نام دیپ وب بی‌محبت به دلیل تردید شرکت ضبط برای انتشار آن تا سال ۲۰۱۳ درز پیدا کرد. متعاقباً اپیک رکوردز با حذف آنها از شرکت واکنش نشان داد. این گروه متعاقباً آلبوم سومی را با عنوان پلاک‌های دولتی در سال ۲۰۱۳ منتشر کرد. آنها این کار را با آلبوم چهارم خود، آلبوم دوگانه زمامداران دنبال کردند. اولین دیسک، کاکاسیاه‌های روی ماه، در سال ۲۰۱۴ منتشر شد که هر قطعه روی دیسک شامل نمونه‌های آوازی از بیورک، خواننده ایسلندی بود.
در ۲ ژوئیهٔ سال ۲۰۱۴، گروه اعلام کرد که «دث گریپس به پایان رسیده و منحل شده است.» این موضوع با انتشار عکسی از نوشته‌ای بر روی دستمال کاغذی توسط صفحه توییتر گروه اعلام شد. این گروه در ژانویهٔ سال ۲۰۱۵ با انتشار یک موسیقی متن بی کلام به نام هفته مد دوباره پا به عرصه موسیقی گذاشت. پنجمین آلبوم استودیویی گروه به نام چاهٔ بی‌انتها در مهٔ سال ۲۰۱۶ منتشر شد. که نخستین همکاری با حضور تمام اعضای گروه از زمان انحلال آنها بود.

## هنر

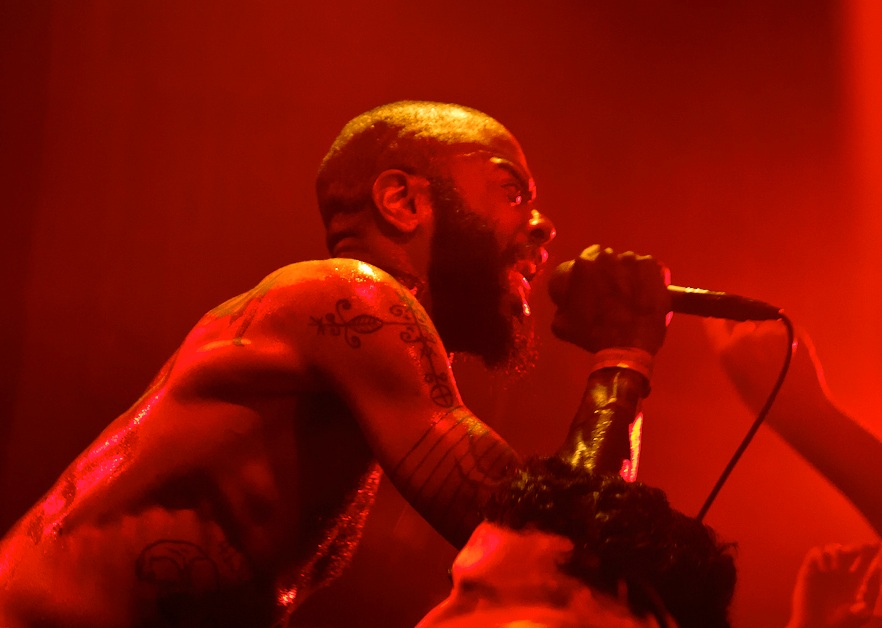
اجرای ام‌سی راید به همراهٔ دث گریپس در سال ۲۰۱۲

اجرای آوازی راید به عنوان «شکل احشایی و شاعرانه ای از رپ، ترکیبی از اجرای پانک هاردکور و اجرای کلامی» توصیف شده است. سبک او همچنین به عنوان «فریادهای شگفت‌انگیز» تشبیه شده است. نیت پاترین در نقدی به نام سرباز سابق دث گریپس، در مورد آوازهای راید چنین می‌گوید: «صدای او یکپارچه و خشن به نظر می‌رسد که ضرب‌ها (بیت‌ها) را دو برابر می‌کند تا جایی که حتی وقتی در نیمه راه است، مشکلی به نظر نمی‌رسد.»
اشعار راید به عنوان «شعارها و ناله‌ها، عناصر ریتمیک که به سختی قابل درک هستند - هر چند مملو از افکار تیره و تار، ناآرام، یا مواد مخدر» توصیف شده است. این اشعار با موضوعات مختلفی از جمله جنسیت، مواد مخدر، اعتیاد، فروپاشی اقتصادی، جنون، خودکشی، غیبت، پارانویا، و فوتوریسم درگیر است. جان کالورت از The Quietus نوشت: «دث گریپس آگاهی ام‌سی راید را در پیچ و خم طرح‌واره‌ای مانند براک، یک صورت فلکی درخشان، یک چیز سیناپسی درگیر می‌کند.» چیس وودراف از مجله اسلنت استدلال کرد که اشعار راید «به یک لبه سیاسی معاصر و مبهم که به تمام خشم و بیگانگی او اشاره می‌کند» نامید. جیمز اوباگس از The Quietus نوشت که «هیجان‌های پارانوئیدی و سیاسی راید ممکن است هیچ راه‌حلی برای مشکلات بی‌شمار جهان ارائه نکند، اما او حداقل به این موضوع توجه دارد که واقعاً بی شمار چیزهای لعنتی در این دنیا وجود دارند. و این بیش از آن چیزی است که شما می‌توانید در مقایسه با بسیاری از هنرمندان هم دوره اش ببینید».
راید در طی مصاحبه‌ای با پیچفورک اظهار داشت که اگرچه همیشه از موسیقی‌دانان مورد علاقه‌اش مانند جیمی هندریکس الهام گرفته، اما از مبارزات درونی‌اش بیشتر از دستاوردهای انسانی الهام می‌گیرد. او به عنوان یک هنرمند تجسمی حرفه ای نیز شناخته می‌شود. آثار او بیشتر شامل پرتره‌های تاریک و تک رنگ است. اولین نمایشگاه او در اسلو کالچر در چایناتاون لس آنجلس از ۷ ژانویه تا ۲۸ ژانویهٔ سال ۲۰۱۷ برگزار شد.

## زندگی شخصی
برخلاف سبک رپ تهاجمی خود، برنت شخصیت آرامی دارد. در مصاحبه ای با اسپین در سال ۲۰۱۲، او گفت: «من یک فرد بسیار محافظه کار هستم، دوستان کمی دارم و به‌طور کلی به انسان‌ها و رسانه‌ها بسیار بی‌اعتماد هستم و هیچ علاقه ای از به اشتراک گذاشتن [جزئیات] زندگی شخصی ام با دنیا ندارم.» زک هیل او را فردی «انزواطلب» و «فوق خصوصی» می‌نامد.

## ترانه‌شناسی
با دث گریپس
آلبوم‌های استودیویی
- فروشگاهٔ پول (۲۰۱۲)
- دیپ وب بی‌محبت (۲۰۱۲)
- پلاک‌های دولتی (۲۰۱۳)
- زمامداران (۲۰۱۵)
- چاهٔ بی‌انتها (۲۰۱۶)
- سال خبرچین (۲۰۱۸)

با فایر
- من (۱۹۹۸)
- سوم (۱۹۹۹)
- چهارم (۱۹۹۹)
- هشتم (۱۹۹۹)
- فایر ۱۰ (۲۰۰۰)
- دوازدهم(۲۰۰۲)
- سیزدهم (۲۰۰۲)
- چهاردهم (۲۰۰۲)